# Municipio de Santiago Miltepec
El municipio de Santiago Miltepec es uno de los 570 municipios en que se encuentra dividido el estado mexicano de Oaxaca. Forma parte de la región mixteca y su cabecera es el pueblo de Santiago Miltepec.

## Geografía
Santiago Miltepec se encuentra localizado en el extremo noroeste del estado de Oaxaca y en su límite con el estado de Puebla. Forma parte de la Región Mixteca y del distrito de Huajuapan. El municipio tiene una extensión territorial de 51.92 kilómetros cuadrados, siendo uno de los más pequeños del estado. Sus coordenadas geográficas extremas son 17°56′ - 18°2′ de latitud norte y 97°40′ - 97°47′ de longitud oeste y la altitud del territorio varía entre un máximo de 2400 y un mínimo de 1600 metros sobre el nivel del mar.
Limita al noroeste con el municipio de San Pedro y San Pablo Tequixtepec, al este con el municipio de San Juan Bautista Suchitepec, al sur con el municipio de Asunción Cuyotepeji y al suroeste con el municipio de Heroica Ciudad de Huajuapan de León. Al oeste y norte sus límites corresponden al municipio de San Miguel Ixitlán del estado de Puebla. 

## Demografía
De acuerdo a los resultados del Censo de Población y Vivienda realizado en 2010 por el Instituto Nacional de Estadística y Geografía; la población total del municipio de Santiago Miltepec asciende a 409 habitantes, de los que 197 son hombres y 212 son mujeres.
La densidad de población asciende a un total de 7.88 personas por kilómetro cuadrado.

### Localidades
El municipio incluye en su territorio un total de cuatro localidades. Su población de acuerdo al censo de 2010 es:
| Localidad                    | Población |
| Total Municipio              | 409       |
| Santiago Miltepec            | 335       |
| La Providencia               | 56        |
| Santo Tomás                  | 9         |
| Al Final de la Calle Allende | 9         |

## Política
El gobierno de Santiago Miltepec se rige por principio de usos y costumbres que se encuentra vigente en un total de 424 municipios del estado de Oaxaca y en las cuales la elección de autoridades se realiza mediante las tradiciones locales y sin la intervención de los partidos políticos. 
El ayuntamiento de Santiago Miltepec está integrado por el presidente municipal, un síndico y un cabildo integrado por tres regidores.

### Representación legislativa
Para la elección de diputados locales al Congreso de Oaxaca y de diputados federales a la Cámara de Diputados federal, el municipio de Santiago Miltepec se encuentra integrado en los siguientes distritos electorales:
Local:
- Distrito electoral local de 6 de Oaxaca con cabecera en Heroica Ciudad de Huajuapan de León.[4]

Federal:
- Distrito electoral federal 3 de Oaxaca con cabecera en Heroica Ciudad de Huajuapan de León.[5]